# George Stanley
George Stanley (Iota, 23 de abril de 1903 — ?, 11 de maio de 1970) foi um escultor norte-americano. Stanley esculpiu a estátua do Óscar a partir de um esboço de Cedric Gibbons. Stanley também esculpiu a estátua presente no Hollywood Bowl.

## Vida pregressa
Stanley nasceu em Iota, na Paróquia de Acádia em Louisiana, no ano de 1903. Ele se mudou para a Califórnia e passou a juventude na cidade de Watsonville. Após se formar no colegial, Stanley começou a estudar escultura no Otis Art Institute, em Los Angeles, de 1923 a 1926. Ele também ensinou nessa escola de 1926 a 1942. Stanley também ensinou brevemente na Escola de Artes de Santa Barbara. Durante sua vida, ele completou muitas obras de artes públicas, incluindo trabalhos para escolas como a Long Beach Polytechnic High School, bem como trabalhos para clientes particulares.

## Carreira
A estatueta do Oscar foi fabricada com base em um esboço do diretor de arte da MGM, Cedric Gibbons, em 1927. Desde então, mais de 2 300 estatuetas foram apresentadas aos melhores atores, roteiristas, diretores, produtores e técnicos de cinema e televisão do mundo. Stanley esculpiu uma estátua de Sir Isaac Newton localizada no Observatório Griffith, concluída em 1934. Esta estátua fazia parte de uma obra maior conhecida como Monumento do Astrônomo. Este trabalho foi um projeto público financiado pelo Public Works of Art Project (PWAP). Consequentemente, o trabalho foi assinado como "PWAP", com nenhum dos cinco artistas que contribuíram recebendo reconhecimento individual.
Stanley foi premiado pela primeira vez em 1929. Stanley esculpiu a estátua Musa da música, dança e teatro, localizada no Hollywood Bowl, que serve como porta de entrada para Hollywood. Concluída em 1940, esta escultura em forma de fonte no estilo Streamline Moderne é esculpida em granito e mede 6,7 metros de altura e 60 metros de largura. Serve como muro de contenção para o anfiteatro. Em junho de 2006, a escultura foi reformada e rededicada. Recebeu novos encanamentos, paisagismo e rejunte.